# Iranische Luftwaffe
Die Iranische Luftwaffe (persisch نيروی هوايی جمهوری اسلامی ايران, ‚Luftwaffe der Islamischen Republik Iran‘) ist ein Teil der iranischen Streitkräfte. Von 1925 bis 1979 lautet die Bezeichnung Kaiserliche Iranische Luftwaffe (IIAF), seit der Islamischen Revolution wird die Bezeichnung Luftwaffe der Islamischen Republik Iran (IRIAF) verwendet. Aktuell wird die iranische Luftwaffe von Brigadegeneral Hassan Schah-Safi geleitet. Die Iranische Revolutionsgarde besitzt ebenfalls eine Luftwaffe, die völlig unabhängig von der regulären iranischen Luftwaffe operieren kann.

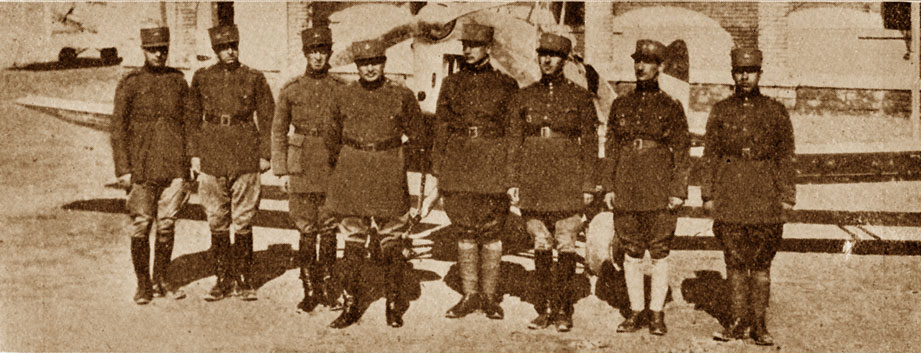
Offiziere der Kaiserlichen Iranischen Luftwaffe (1933). Vierter von links: Colonel Ahmad Khan Nakhjavan

## Kaiserliche Iranische Luftwaffe (IIAF)

### Anfänge
Nach dem Ersten Weltkrieg flogen deutsche Piloten im Auftrag der neu gegründeten persischen Luftwaffe. Reza Schah Pahlavi reformierte ab 1925 die persischen Streitkräfte, dazu zählte der Aufbau der Kaiserlichen Iranischen Luftwaffe (IIAF). Der erste iranische Pilot war Colonel Ahmad Khan Nakhjavan, der in Frankreich ausgebildet, am 25. Februar 1925 mit einer Breguet 19 in Iran landete. 1929 umfasste die Kaiserliche Luftwaffe 15 Piloten, 6 in Frankreich, 9 in der Sowjetunion ausgebildet. Zu dieser Zeit standen im Dienst der Luftwaffe 33 Flugzeuge; bis zum Zweiten Weltkrieg umfasste die Luftflotte knapp 50 kampffähige Flugzeuge.

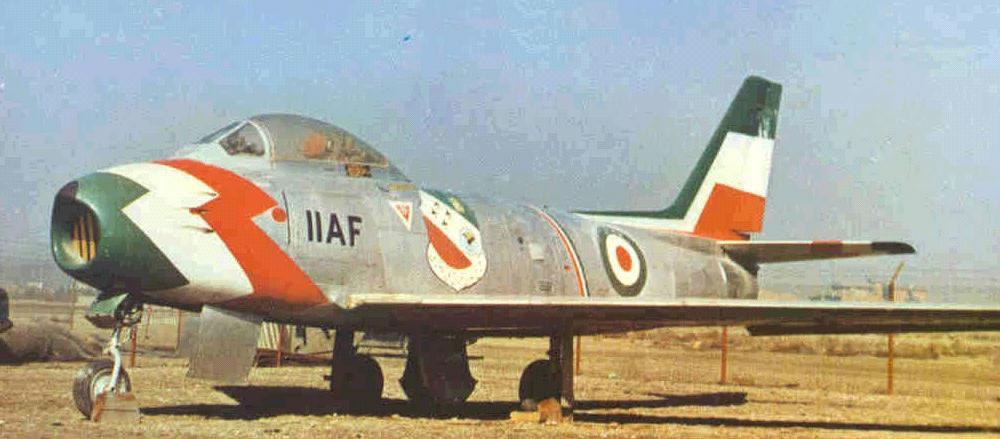
F-86 (Golden Crown) der IIAF

### Anglo-Sowjetische Invasion
Kurz vor der Anglo-Sowjetischen Invasion Irans bekam die Kaiserliche Luftwaffe von den USA 15 Kampfflugzeuge des Typs Curtiss P-36 geliefert, 10 flugbereite Flugzeuge wurden bei der Invasion auf dem Flugplatz Ahvaz beschlagnahmt. Damit konnte nicht mehr von Luftwaffe gesprochen werden.

### Nach dem Zweiten Weltkrieg
Erst nach dem Zweiten Weltkrieg wurden der Kaiserlichen Iranischen Luftwaffe 36 britische Hawker Hurricane und von den USA Kampfflugzeuge des Typs Republic P-47 (ab 1948, 60 Exemplare), Republic F-84 (ab 1957, 34 Exemplare) und North American F-86 (ab 1960, 48 Exemplare) zur Verfügung gestellt. 1958 wurde die Kunstflugstaffel „Golden Crown“ (Goldene Krone) gegründet, die bis 1978 bestand.

### Aufrüstung
Unter Mohammad Reza Pahlavi erfuhr die Luftwaffe ab den 1960er Jahren eine beispiellose Aufrüstung. Die Ausbildung der iranischen Piloten erfolgte in den USA bei der US Air Force, die kaiserliche Luftwaffe war, innerhalb der iranischen Streitkräfte, der „Liebling“ und „Stolz“ des Schahs.
Flugzeuge wie u. a. Northrop F-5, McDonnell F-4, F-5E Tiger II und der modernste Luftüberlegenheitsjäger seiner Zeit, die Grumman F-14, führten die IIAF in den 1970er-Jahren zur modernsten und schlagkräftigsten im Mittleren Osten und der viertstärksten Luftwaffe weltweit. Richard Nixons Doktrin von 1972 erlaubte es dem Schah, „alles [an Waffen] zu kaufen was er wünschte“.

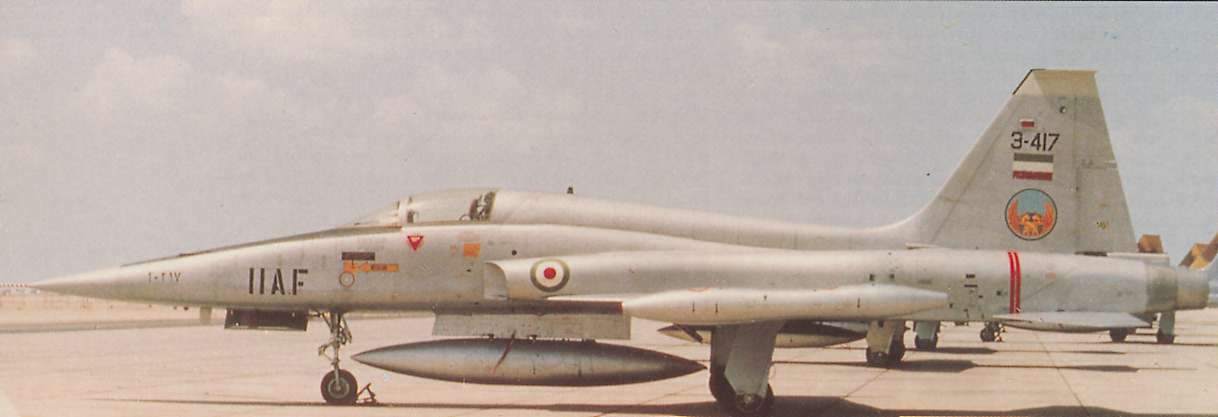
F-5A der IIAF

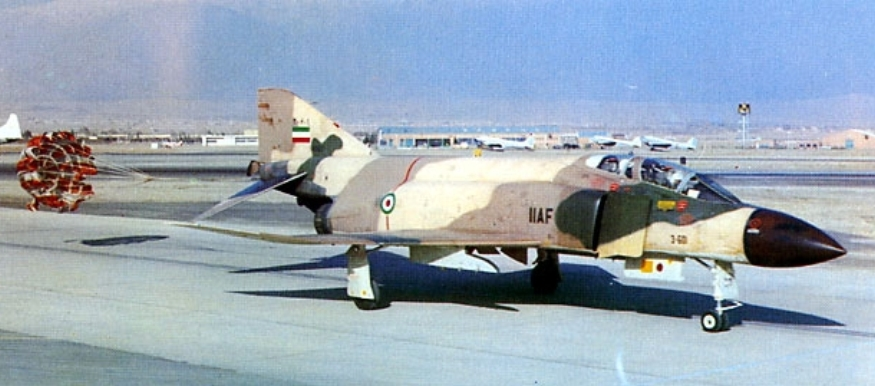
F-4D der IIAF

Bis 1976 wurden vom Schah für die Aufrüstung der Luftwaffe 11,8 Milliarden US-Dollar ausgegeben, 1978 betrug die Truppenstärke der IIAF 14.000 Mann.
Liste der Flugzeuge die bis 1978 an den Schah geliefert wurden:
| Spezifikation       | Beschreibung          | Auslieferung | Anzahl |
| ------------------- | --------------------- | ------------ | ------ |
| Lockheed C-130      | Transportflugzeug     | 1963–        | 42–56* |
| F-5 A/B             | Kampfflugzeug         | 1965–        | 127    |
| F-4D                | Kampfflugzeug         | 1968–        | 32     |
| Bell 206            | Hubschrauber          | 1968–        | 140    |
| F-4E                | Kampfflugzeug         | 1971–        | 177    |
| RF-4E               | Aufklärungsflugzeug   | 1971–        | 16     |
| Boeing-Vertol CH-47 | Transporthubschrauber | 1971–        | 16     |
| Bell AH-1           | Kampfhubschrauber     | 1972–        | 202    |
| Bell 214            | Hubschrauber          | 1972–        | 287    |
| Sikorsky S-65       | Transporthubschrauber | 1973–        | 18     |
| F-5 E/F Tiger II    | Kampfflugzeug         | 1975–        | 181    |
| Grumman F-14        | Kampfflugzeug         | 1975–        | 79     |
| P-3F Orion          | Seeaufklärer          | 1975–        | 6      |
| Boeing KC-135       | Tankflugzeug          | 1975–        | 10–12* |
| Boeing KC-33A       | Tankflugzeug          | 1975–        | 4      |

Quellen: 
Für das Mehrzweckkampfflugzeug General Dynamics F-16 hatte der Schah einen Kaufvertrag über 160 (mit Folgeauftrag von 140) Flugzeugen unterzeichnet. Vor der Auslieferung der ersten Exemplare erfolgte die islamische Revolution. Einige Flugzeugteile und Ausrüstung hatte Iran bereits erhalten. Die bereits gefertigten F-16 wurden nach der islamischen Revolution an Israel verkauft.

## Luftwaffe der Islamischen Republik Iran (IRIAF)

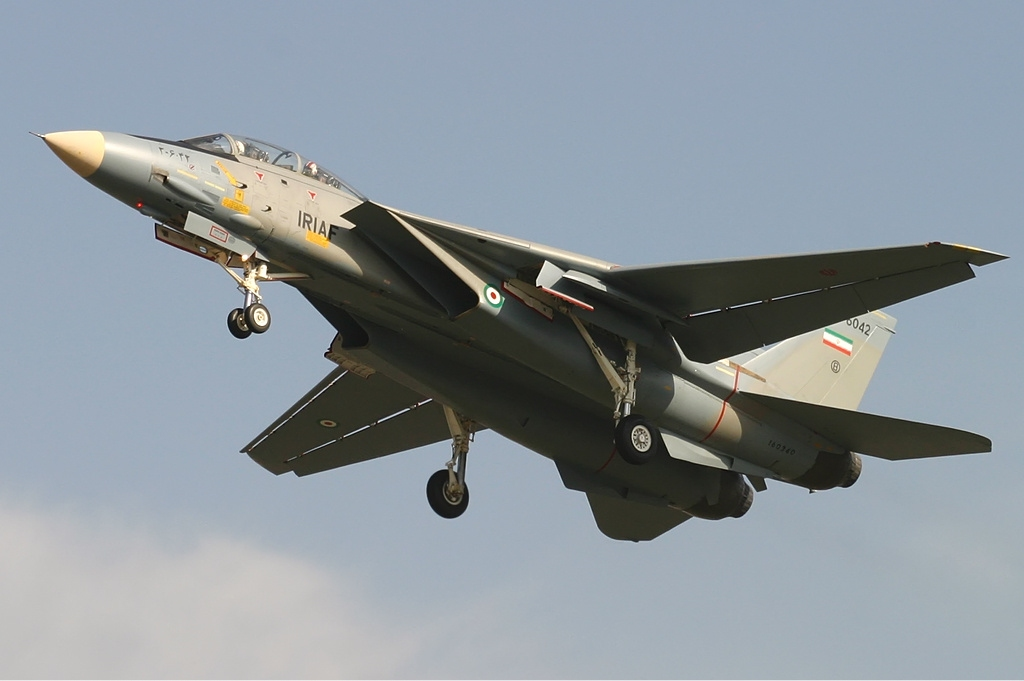
F-14A der IRIAF

Während des nach der islamischen Revolution herrschenden Chaos verlor die Luftwaffe viele Offiziere durch Flucht oder Säuberungsaktionen der neuen Machthaber. Dies führte zu einem schlechten Zustand der Streitkräfte, insbesondere nach dem Nojeh-Coup misstraute Ruhollah Chomeini der Luftwaffenführung. Die neue iranische Luftwaffe erbte dennoch die Ausrüstungen und die Struktur der ehemaligen Kaiserlichen Iranischen Luftwaffe.

### Der Erste Golfkrieg
Als Folge von Säuberungen, erzwungenen Rücktritten und Hinrichtungen seit dem Februar 1979 bis Juli 1980 verringerte sich die Stärke der iranischen Luftwaffe extrem und machte sie unvorbereitet für den Krieg. Der plötzliche Luftangriff des Irak im Ersten Golfkrieg gegen sechs iranische Militärflugplätze und vier andere Militärbasen, der am 22. September 1980 um 14:00 Uhr Ortszeit durchgeführt wurde, überraschte die iranische Luftwaffe. Jedoch konnte bei den Angriffen der folgenden Tage nur der Flugplatz von Dezful nachhaltig und wenige Flugzeuge der iranischen Luftwaffe zerstört werden.

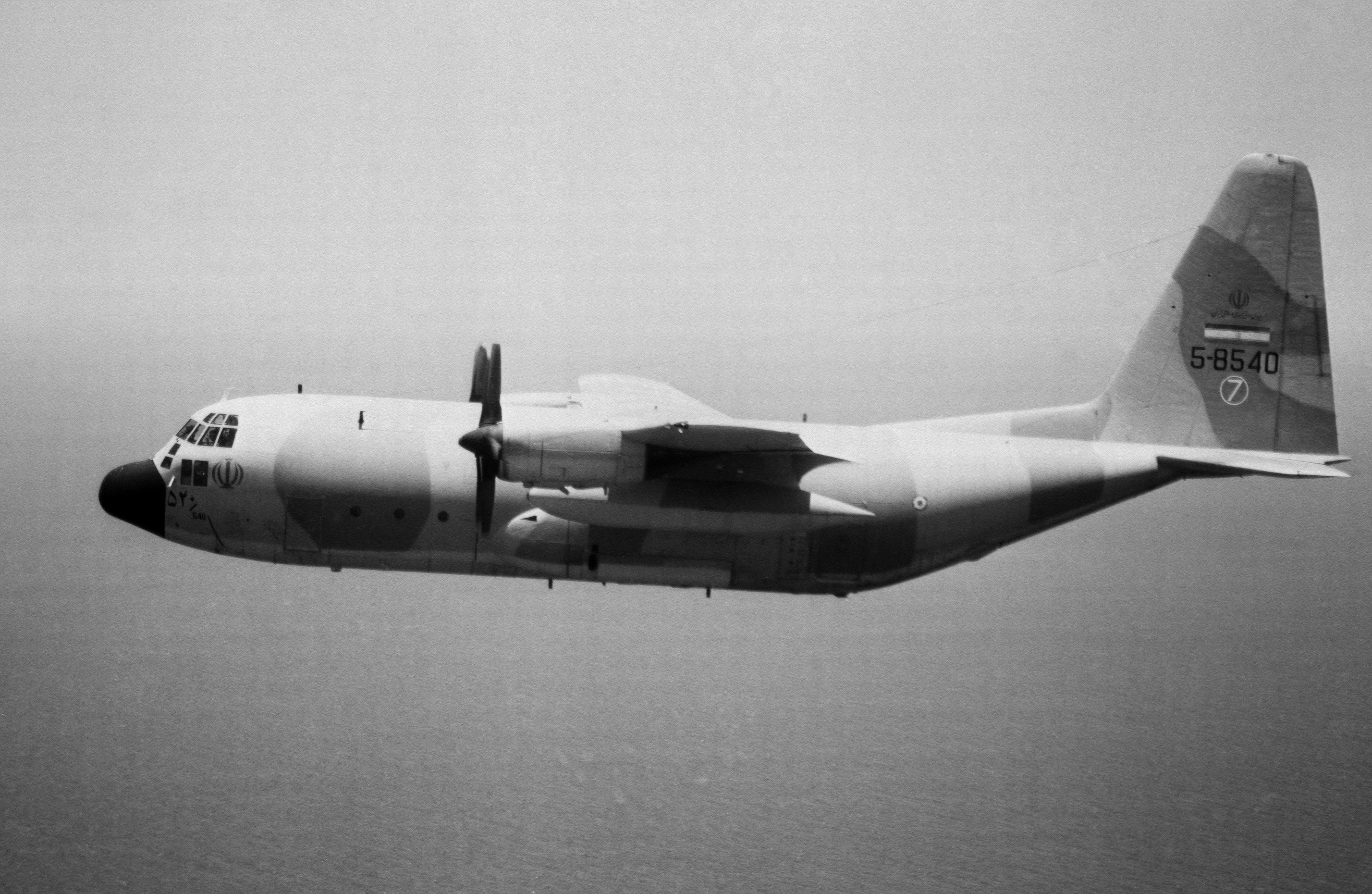
C-130 der IRIAF

#### 1980–1982
Die Iraner flogen bereits am zweiten Kriegstag eine Reihe von Vergeltungsoffensiven gegen den Irak. Bei der Operation Kaman 99, am 23. September 1980, wurden verschiedene irakische Luftwaffenstützpunkte angegriffen. Bis Anfang Oktober sollen in Luftkämpfen bis zu 17 Prozent der irakischen Luftwaffe zerstört worden sein. Am 29. Oktober 1980 bei der Operation Sultan 10 gelang es iranischen Fliegern irakische Flugzeuge in der Luft und am Boden zu zerstören, am 30. Oktober 1980 wurde das im Bau befindliche irakische Kernkraftwerk Osirak (Operation Scorch Sword) angegriffen und teilweise beschädigt. Eine Großoperation der iranischen Luftwaffe war der Angriff auf H-3 am 4. April 1981.
Am 29. September 1981 stürzte eine Lockheed C-130 der iranischen Luftwaffe auf dem Rückflug von der Front mit der kompletten Armeespitze ab. Unter den Toten war auch der Chef der iranischen Luftwaffe, Generalmajor Javad Fakouri. Angeblich fing die Maschine Feuer und stürzte ab. Die Untersuchungskommission kam zu keinem Abschlussbericht, so dass die Frage nach Sabotage bis heute nicht ausgeräumt werden konnte.
Nach der Befreiung der meisten iranischen Gebiete, die von irakischen Truppen besetzt worden waren, änderte sich auch die Situation der iranischen Luftwaffe. Die Verteidigung des Landes stand nun im Mittelpunkt der Aufgaben der iranischen Luftwaffe. Durch das US-Waffenembargo nach der Geiselnahme von Teheran war es schwierig, die von den USA hergestellten Flugzeuge und Hubschrauber einsatzfähig zu halten. Intakte Flugzeuge wurden für Ersatzteile „ausgeschlachtet“ um ein Minimum an Flugzeugen einsatzbereit zu halten. Ende 1982 standen Teheran noch etwa 120 einsatzfähige Kampfflugzeuge zur Verfügung.

#### 1983–1988
Der Kriegsverlauf des Stellungskriegs zwang die iranische Luftwaffe mit den vorhandenen Mitteln ökonomisch umzugehen, insbesondere vor dem Hintergrund des Mangels an besonders qualifizierten Piloten. Die Lufthoheit über iranischem Gebiet hatte die iranische Luftwaffe bereits seit 1984 zahlenmäßig verloren. Während die irakische Luftwaffe etwa 100 Einsätze am Tag flog, kam die iranische Luftwaffe auf 10.
Anfang 1985 sah sich die iranische Luftwaffe einer besser organisierten und aufgerüsteten irakischen Luftwaffe gegenüber, die durch die Lieferungen von Kampfflugzeugen aus Frankreich (Dassault Super Étendard, Mirage F1) und der Sowjetunion (MiG-25) verstärkt worden war und die zahlreiche Offensiven gegen iranische Städte, der Ölverladestation Charg und gegen Öltanker unternahm. Insbesondere die Mirage F1, mit Super-530- und R.550-Magic-Luft-Luft-Raketen ausgerüstet, schossen 12 iranische F-14 ab.
Über verschiedene Kanäle versuchte Iran an die dringend benötigten Ersatzteile zu gelangen, die Iran-Contra-Affäre war nur ein Aspekt der Waffenlieferungen. Ende 1985, Anfang 1986 erhielt Iran bei einer verdeckten Aktion via Israel 18 F-4, 13 F-5, 46 Skyhawk und 5 C-130.
Iran gelang es Teile der F-14 nachzubauen, so dass 1986 24 F-14 flugfähig waren.
Ende 1987 verfügte die iranische Luftwaffe über knapp 70 einsatzbereite Kampfflugzeuge.
Jalil Zandi, Shahram Rostami, Yadollah Javadpour und K. Sedghi waren die erfolgreichsten Jagdflieger der iranischen Luftwaffe. Insgesamt sollen die iranischen F-14 im Ersten Golfkrieg 125 gesicherte Abschüsse verzeichnet haben, bei 23 eigenen Verlusten.

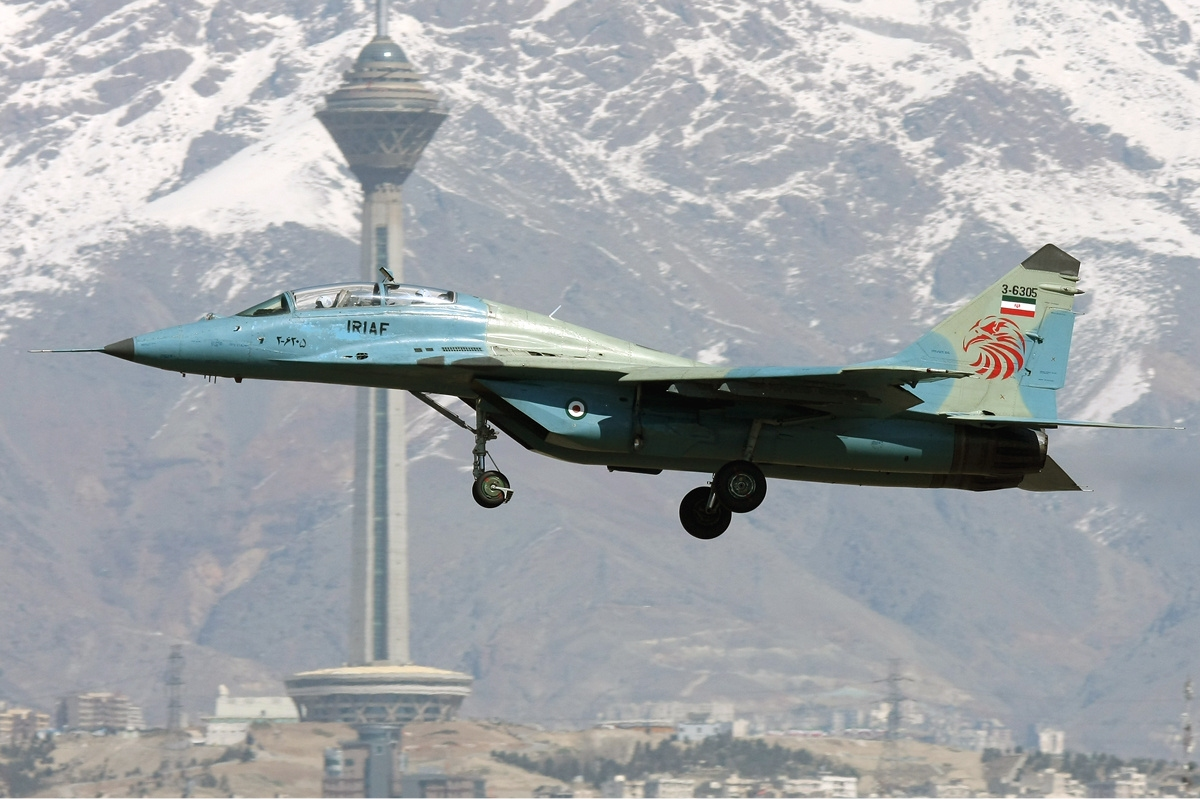
MiG-29UB der IRIAF

### Nachkriegsära
Nach dem Ersten Golfkrieg versuchte die Islamische Republik Iran, aufgrund des Waffenembargos des Westens, überwiegend sowjetische und chinesische Flugzeuge zu erwerben. Auch irakische Flugzeuge, die Saddam Hussein 1991 während des Zweiten Golfkriegs nach Iran fliehen ließ, wurden in Dienst gestellt. Die irakische Luftwaffe brachte einen Großteil ihrer Flugzeuge nach Iran, der offiziell zu diesem Zeitpunkt noch Kriegsgegner war, um die Vernichtung der Luftflotte im Zweiten Golfkrieg zu vermeiden. Zu diesen Flugzeugen zählten 24 Mirage F1, vier Su-20 Fitter, 40 Su-22 Fitter, 24 Su-24 Fencer, sieben Su-25 Frogfoot, neun MiG-23 Flogger, und vier MiG-29 Fulcrum. Bis heute wurde keines dieser Flugzeuge an den Irak zurückgegeben.
Seit Ende der 1990er-Jahre arbeitet Iran an der eigenständigen Entwicklung von Kampfflugzeugen, wie HESA Azarakhsh, HESA Saeqeh und HESA Shafaq. Die iranische Firma Iran Aircraft Manufacturing Industrial Company (HESA) in Schahinschahr, Provinz Isfahan, produzierte bereits seit 1976 in Lizenz amerikanische Hubschrauber.

### Israelisch-iranischer Krieg
Am 17. Juni 2025 begann der Israelisch-iranische Krieg durch einen Überraschungsangriff der israelischen Streitkräfte. Die iranische Luftwaffe war auf diesen Krieg nicht vorbereitet. So galten nur wenige Flugzeuge als flugtauglich. Die Luftwaffe verfügte Berichten zufolge nur über ein Tankflugzeug. Dementsprechend war die iranische Luftwaffe bereits am ersten Kriegstag weitgehend geschlagen, als die israelischen Luftstreitkräfte die Militärflugplätze Hamadan, Täbris und Maschhad angriffen und Hangars und Flugzeuge der iranischen Luftwaffe zerstörten.

## Ausrüstung

### Flugbereite Flugzeuge
Über die Zahl der tatsächlich einsatzbereiten Kampfflugzeuge der iranischen Luftwaffe herrscht Unklarheit, da die meisten Modelle über drei Jahrzehnte alt sind und mit hohem Aufwand flugbereit gehalten werden. Nach Cordesmann lag die Operationsbereitschaft Stand 2012 bei 60 Prozent. Die Liste der Kampfflugzeuge der iranischen Luftwaffe ist auf dem Stand von 2018.
| Modell                    | Anzahl |
| ------------------------- | ------ |
| McDonnell F-4             | 63     |
| Northrop F-5              | 48     |
| Grumman F-14              | 41     |
| Suchoi Su-24              | 23     |
| MiG-29                    | 19     |
| Chengdu J-7               | 18     |
| Suchoi Su-20/Suchoi Su-22 | 5      |
| Suchoi Su-25              | 10     |
| HESA Azarakhsh            | 6      |
| Dassault Mirage F1        | 17     |
| HESA Saeqeh               | 6*     |

Die iranische Luftwaffe hat darüber hinaus neben diverse Transportflugzeuge, insbesondere der Typen Iljuschin Il-76 (12 Stück), Antonow An-72 (11 Stück), Antonow An-140 (5 Stück), Xian Y-7 (14 Stück), Lockheed C-130 (19 Stück), Fokker F-27 (10 Stück), Pilatus PC-6 (10 Stück), Socata TB (12 Stück), Harbin Y-12 (9. Stück), Boeing 747-F (4 Stück), Turbo Commander 360 (3 Stück), Boeing KC-135 (3 Stück) und 30 Hubschrauber des Typs Bell 214. Als Tankflugzeuge sind vermutlich eine Boeing 707 und zwei Boeing 747 im Einsatz. Dazu kommen verschiedene Trainingsflugzeuge, darunter Beechcraft Bonanza (25 Stück), Embraer EMB 312 (15 Stück), JJ-7 (15 Stück), MFU-17 (25 Stück), Parastu (12 Stück), Pilatus PC-6 (15 Stück), PC-7 Turbo Trainer (35 Stück) und Lockheed T-33 (9 Stück).
Die Hubschrauberflotte besteht aus 30 Bell 214C, zwei Bell 412, mindestens zwei Boeing-Vertol CH-47, mindestens zwei Bell 206 sowie einer unbekannten Anzahl des Eigenprodukts Shabaviz.

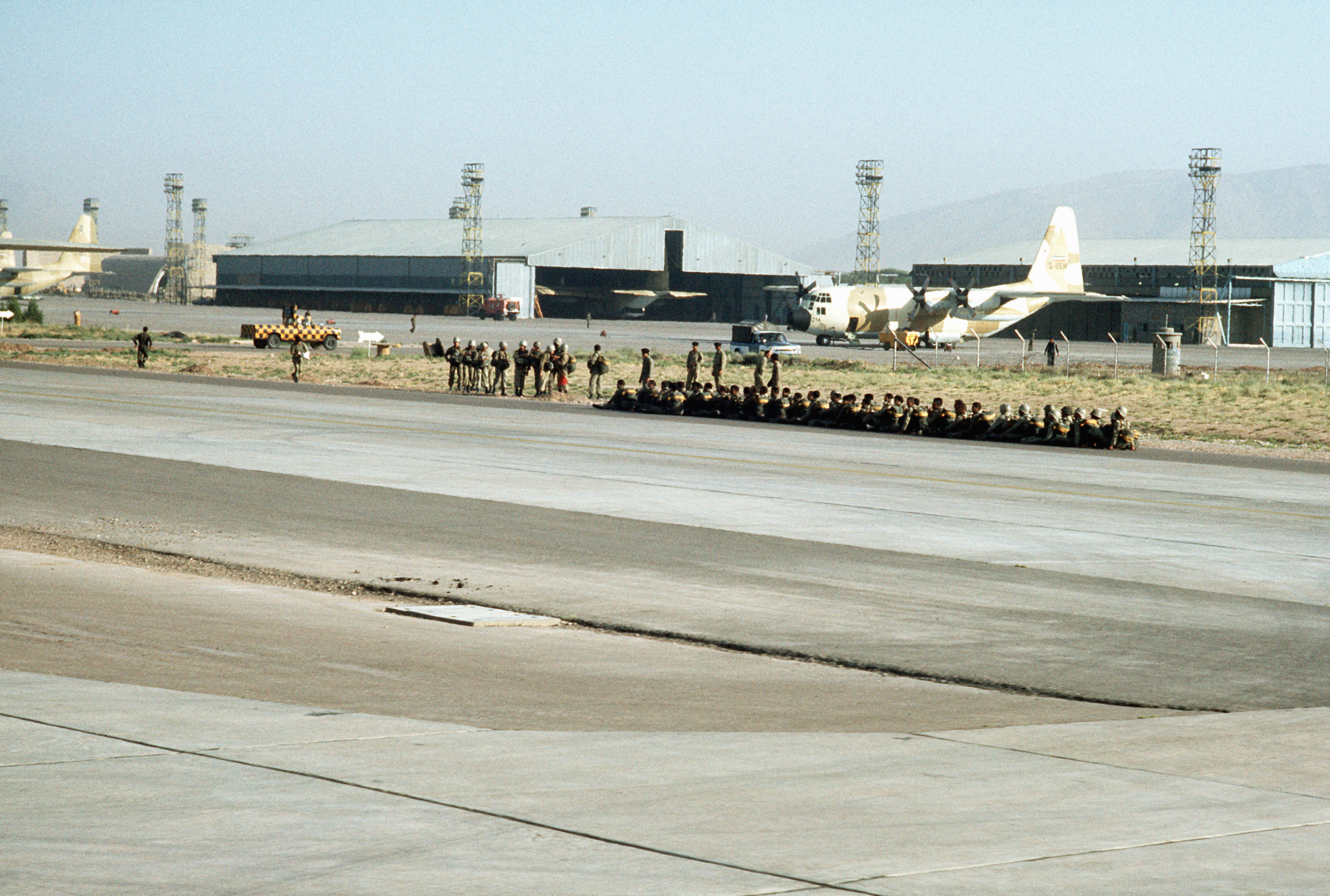
C-130 in Schiras

## Stützpunkte
Das Hauptquartier der iranischen Luftwaffe, Doshan Tappeh Air Base, befindet sich in der Nähe von Teheran. Der größte Flughafen Mehrabad hat auch eine militärische Funktion durch die Wartungsbasis. Die iranischen Luftwaffenbasen und die dort stationierten Flugzeugstaffeln sind: (Stand 2012)
| Stützpunkte              | Flugzeugtypen   |
| ------------------------ | --------------- |
| Mehrabad                 | Su-24 MiG-29A   |
| Militärflugplatz Hamadan | F-4 E/D Su-24   |
| Täbris                   | F-5 E/F MiG-29A |
| Dezful                   | F-5 E/F         |
| Buschehr                 | F-4 E/D F-14    |
| Schiras                  | Su-24 Su-25     |
| Isfahan                  | F-5 E/F Su-24   |
| Bandar Abbas             | Hubschrauber    |
| Zahedan                  | F-7M            |
| Kermānschāh              | F-5 E/F         |

## Zwischenfälle
- Am 17. März 1994 wurde eine Lockheed C-130H Hercules der iranischen Luftwaffe (Luftfahrzeugkennzeichen IrAF 5-8521) 3 Kilometer nördlich von Stepanakert (Bergkarabach, Armenien) höchstwahrscheinlich abgeschossen. Alle 32 Insassen, 13 Besatzungsmitglieder und 19 Passagiere, wurden getötet.[47]

- Am 13. März 1997 stürzte eine Lockheed C-130 Hercules der iranischen Luftwaffe (Kennzeichen unbekannt) 24 Kilometer vom Zielflughafen Maschhad (Iran) entfernt ab, nachdem die Piloten Triebwerksprobleme gemeldet hatten. Alle 86 Insassen kamen ums Leben.[48]

- Am 6. Dezember 2005 stürzte eine Lockheed C-130E Hercules der iranischen Luftwaffe (IrAF 5-8519) im Anflug auf den Flughafen Teheran-Mehrabad (Iran) in ein zehnstöckiges Wohnhaus im Wohngebiet Azari. Acht Minuten nach dem Start hatte die Besatzung Triebwerksprobleme mit dem Motor 4 (rechts außen) gemeldet und war für eine Notlandung umgekehrt. Insgesamt kamen 106 Personen ums Leben, alle 94 Insassen, 10 Besatzungsmitglieder und 84 Passagiere; in dem Hochhaus wurden weitere 12 Menschen getötet.[49]
- Am 19. Mai 2024 stürzte eine Bell 212 der iranischen Luftwaffe beim Dorf Ūzī in gebirgigem Gelände ab. An Bord befanden sich neben weiteren Personen der Präsident Ebrahim Raisi, Außenminister Hossein Amir-Abdollahian, der Generalgouverneur der Provinz Ost-Aserbaidschan Malek Rahmati und Mohammad Ali Ale-Hashem, der Vertreter des Obersten Führers in Ost-Aserbaidschan[50]